# Самые таинственные убийства
«Самые таинственные убийства» — это пятисерийная британская докудрама, премьера которой состоялась на канале BBC One 16 октября 2004 года.

## Синопсис
В телепередаче представлены театрализованные рассказы о 5 нераскрытых убийствах из британской истории. Известный актёр Джулиан Феллоуз представляет свою передачу как «исторический детектив». 
Феллоуз рассказывает подробности того или иного загадочного убийства, а в конце каждой серии он излагает свою версию показанного преступления.

## Список эпизодов
| Номер | Название                                                                   | Режиссёр        | Сценарий                       | Приглашённые актёры                          | Дата премьеры    |
| --- | -------------------------------------------------------------------------- | --------------- | ------------------------------ | -------------------------------------------- | ---------------- |
| 1 (1x01) | «Дело Чарльза Браво» (англ. The Case of Charles Bravo)                     | Майкл Сэмюэлс   | Тина Пеплер и Джулиан Феллоуз  | Майкл Фассбендер                             | 16 октября 2004  |
| Своевольный и деспотичный адвокат Чарльз Браво умер в 1876 году, в возрасте 30 лет от отравления. У следствия было 4 подозреваемых в убийстве — жена, любовник жены, сиделка жены и конюх. Однако обвинения в итоге не были кому-либо предъявлены. |                                                                            |                 |                                |                                              |                  |
| |                                                                            |                 |                                |                                              |                  |
| 2 (2x01) | «Дело Роуз Харсент» (англ. The Case of Rose Harsent)                       | Доминик Сантана | Джулиан Феллоуз и Ричард Монкс | Кристина Коул                                | 17 сентября 2005 |
| В 1902 году, в загородном доме, около полуночи, во время грозы была зарезана молодая беременная служанка Роуз Харсент. В её убийстве был обвинён местный священник, но суд дважды оправдал его. |                                                                            |                 |                                |                                              |                  |
| |                                                                            |                 |                                |                                              |                  |
| 3 (3x01) | «Дело Джорджа Гарри Сторрса» (англ. The Case of George Harry Storrs)       | Доминик Сантана | Тина Пеплер и Джулиан Феллоуз  |                                              | 24 сентября 2005 |
| В 1909 году у себя в имении был зверски убит местный богач Джордж Гарри Сторрз. Два человека были привлечены к суду по обвинению в убийстве, но оба были оправданы. Кроме того, было много «неофициальных» подозреваемых в убийстве, в том числе вдова убитого и его родной брат, но никто не был осуждён и убийство не было раскрыто.                                                                                          |                                                                            |                 |                                |                                              |                  |
| |                                                                            |                 |                                |                                              |                  |
| 4 (4x01) | «Дело графа Эррола» (англ. The Case of the Earl of Erroll)                 | Делит Томас     | Тина Пеплер и Джулиан Феллоуз  |                                              | 27 декабря 2005  |
| В 1941 году в Кении был застрелен граф Эррол. В его убийстве был обвинён муж одной из его любовниц, но подсудимый был оправдан. В убийстве Эррола подозревалась жена оправданного, другой её любовник, и женщина, мечтавшая стать любовницей Эррола. Но имя истинного убийцы осталось в тайне. |                                                                            |                 |                                |                                              |                  |
| |                                                                            |                 |                                |                                              |                  |
| 5 (5x01) | «Дело об отравлении в Кройдоне» (англ. The Case of the Croydon Poisonings) | Делит Томас     | Джули Диксон и Джулиан Феллоуз | Джин Марш, Аманда Рут и Томас Броди-Сангстер | 30 декабря 2005  |
| В Южном Кройдоне, графство Суррей при странных обстоятельствах умерли трое членов связанных между собой семей Сидней и Дафф. Эти события вызвали интерес у полиции и тела умерших были эксгумированы. Было установлено что все трое были отравлены. У следствия было множество подозреваемых, в том числе маленький мальчик и горничная. Но обвинения так и не были кому-либо предъявлены и дело навсегда осталось нераскрытым. |                                                                            |                 |                                |                                              |                  |
| |                                                                            |                 |                                |                                              |                  |

## Критика
Обозреватель газеты «The Stage» Гарри Веннинг в целом хорошо отозвался о новом телевизионном проекте, но при этом отметил: «К сожалению, отсутствуют современные методы криминалистики, а Феллоуз делает выводы, основанные на догадках и предположениях».
Обозреватель газеты «The Guardian» Сэм Волластон преимущественно негативно отозвался о докудраме, но при этом отметил: «Довольно весело — нечто среднее между „Crimewatch“ и „Убийства в Мидсомере“».